# 4-أمينو ثنائي الفينيل
4-أمينو ثنائي الفينيل هو مركب عضوي ينتمي إلى مجموعة الأمينات، وهو من مشتقات ثنائي الفينيل أيضاً. للمركب الصيغة الكيميائية C12H11N، ويكون على شكل بلورات عديمة اللون.
يعد المركب من المواد السامة والمسرطنة.

## الوفرة
ينشأ المركب في عملية انفصام الرابطة الاختزالية في أصبغة الآزو؛ كما يوجد كمادة شائبة في مركب ثنائي فينيل الأمين، كما تم الكشف عنه في دخان السجائر.

## الخواص
يوجد مركب في الشروط القياسية على شكل بلورات عديمة اللون، وهي عديمة الانحلال في الماء. للمركب خواص حيوية خطيرة، فهو مسرطن، وخاصة على شكل سرطان المثانة.
يؤدي الاستقلاب الأولي للمركب في الجسم إلى الحصول على مشتق أميد حمض السلفونيك للمركب، والذي يرنبط بشكل تساهمي قوي مع وحدات السيستئين في الهيموغلوبين.

## الاستخدامات
كان المركب يستخدم في السابق كمضاد تأكسد في صناعة المطاط الصناعي؛ وفي تحضير الأصبغة، وذلك قبل أن يمنع لخطورته.

## اقرأ أيضاً
- ثنائي الفينيل
- بنزيدين
- 3،′3-ثنائي أمينو البنزيدين